# Чемпионат мира по рэндзю
Чемпионат мира по рэндзю — соревнование игроков в рэндзю, проводящееся раз в два года, организуемое RIF. Проводится с 1989 года. Действующим победителем является китайский игрок Цао Дун.

## Возникновение
Идея проведения чемпионата мира обсуждалась на первой встрече RIF в 1988 году, тогда ещё представителями трёх стран, СССР, Швеции и Японии.
Было решено провести первый чемпионат мира в 1989 году в Киото. С тех пор турнир проводится с регулярностью раз в два года, по нечётным годам.

## Система проведения турнира
Турнир состоит из трёх частей. Сначала проходит квалификация, иначе называемая QT, это турнир по швейцарской системе в 7 туров. Победители этого турнира совместно с рядом участников, прошедших национальные отборы, всего 12 человек, формируют финальную часть, так называемый AT. AT - круговой турнир в один круг, в котором и определяется победитель и призёры чемпионата. Параллельно с AT идёт открытый турнир, так называемый BT, со свободным допуском.

## Правила попадания в QT и AT
У каждой страны, являющейся членом RIF, есть право выставить трёх спортсменов (так называемые национальные места) для участия в QT и AT. Количество мест, предоставляемых в AT данной стране, равно количеству спортсменов, представляющих эту страну, занявших 1-7 места в AT предыдущего цикла, остальные национальные места дают право на участие в QT. Также в AT имеет право участвовать без отбора победитель предыдущего AT, то есть действующий чемпион мира. Страны, не являющиеся членами RIF, располагают одним национальным местом.
Кроме национальных мест, есть также и персональные места в QT. Ими обладают: участники предыдущего AT вне зависимости от занятого места; игроки, попадающие на момент очередного пересчёта международного рейтинга RIF в топ-20; победители и призёры предыдущего BT.

## Победители и призёры
| №  | Год  | Страна, город   | 1-е место         | 2-е место         | 3-е место         |
| -- | ---- | --------------- | ----------------- | ----------------- | ----------------- |
| 1  | 1989 | Киото           | Сигэру Накамура   | Хидеки Нара       | Тосио Нисимура    |
| 2  | 1991 | Москва          | Сигэру Накамура   | Юсуй Ямагути      | Альдис Реймс      |
| 3  | 1993 | Арьеплуг        | Андо Меритеэ      | Хидеки Нара       | Альдис Реймс      |
| 4  | 1995 | Таллин          | Норихико Кавамура | Андо Меритеэ      | Дмитрий Ильин     |
| 5  | 1997 | Санкт-Петербург | Кадзуто Хасэгава  | Андо Меритеэ      | Такаси Сагара     |
| 6  | 1999 | Пекин           | Андо Меритеэ      | Игорь Синёв       | Стефан Карлссон   |
| 7  | 2001 | Киото           | Андо Меритеэ      | Владимир Сушков   | Игорь Синёв       |
| 8  | 2003 | Вадстена        | Туннет Таймла     | Владимир Сушков   | Андо Меритеэ      |
| 9  | 2005 | Таллин          | Андо Меритеэ      | Владимир Сушков   | Константин Чингин |
| 10 | 2007 | Тюмень          | У Ди              | Константин Чингин | Юсуй Ямагути      |
| 11 | 2009 | Пардубице       | Владимир Сушков   | Туннет Таймла     | Цао Дун           |
| 12 | 2011 | Хускварна       | Цао Дун           | Линь Хуанъюй      | Хуан Цзиньсянь    |
| 13 | 2013 | Таллин          | Туннет Таймла     | Йюки Оозуми       | Владимир Сушков   |
| 14 | 2015 | Суздаль         | Ци Гуань          | Линь Хуанъюй      | Лань Чжижэнь      |
| 15 | 2017 | Тайбэй          | Владимир Сушков   | Чжу Цзяньфэн      | Линь Шусюань      |
| 16 | 2019 | Таллин          | Цао Дун           | Владимир Сушков   | Сюнсукэ Камия     |